# Меладзе, Эраст Доментьевич
Эра́ст Доме́нтьевич Мела́дзе (12 марта 1927 — 26 августа 2000) — советский художник-аниматор.

## Биография
Эраст Меладзе родился 12 марта 1927 года.
Умер 26 августа 2000 года. Похоронен на Востряковском кладбище.

### Семья и родственные связи
- Жена — Нинель Моисеевна Ляховицкая (12 августа 1930 — 5 февраля 1995)[1], советский художник-аниматор.
  - Сын — Владимир Эрастович Меладзе.
  - Невестка — Татьяна Феликсовна Нешумова (род. 1965), русский поэт, филолог, художник.
    - Внучка — Мария Владимировна Меликян (урождённая Меладзе), известна под псевдонимом Мармеладзе (род. 1992), российская и грузинская художница.
      - Правнук — Филипп Артёмович Меликян (род. 3 сентября 2019).

  - Дочь — Татьяна Эрастовна Казанцева (урождённая Меладзе), советский и российский художник-график.

## Анимационные фильмы

### Художник
- Мореплавание Солнышкина (1980)
- Геракл у Адмета (1986)

### Аниматор
- Дикие лебеди (1962)
- Акционеры (1963)
- Горячий камень (1965)
- Кузнец-колдун (1967)
- Скамейка (1967)
- Незнайка на Луне (1997-1999) руководитель группы аниматоров

Также работал над фильмом «Лев с седой бородой» (1995)